# 一度も撃ってません
『一度も撃ってません』（いちどもうってません）は、2020年7月3日公開の日本のコメディ映画。監督は阪本順治監督、脚本は丸山昇一、主演は本作が19年ぶりの映画主演となる石橋蓮司。

## 概要
本作が製作された背景として、2011年に死去した原田芳雄の自宅で行われた飲み会で桃井かおりが阪本順治に「次は石橋蓮司主演で映画を撮って欲しい」とリクエストしたことがきっかけとされている。
当初は2020年4月24日公開予定だったが、2019年コロナウイルス感染症の感染拡大に伴い公開が延期された。

## あらすじ
バー「y」の常連客・市川進は、妻の年金をあてにして暮らす売れないハードボイルド小説家。しかし、裏では「サイレントキラー」の異名を持つヒットマンとしての顔を持っている。しかし、市川は小説のネタのために旧友である石田から「ヒットマン」として受けた「殺しの依頼」を本職のヒットマンに回し、その過程を取材するだけであり、自らの手で殺しを行ったことは一度もなかったが、そんな市川にある日、人生最大のピンチが訪れる。

## 登場人物
市川進 / 御前零児
演：石橋蓮司
売れない小説家で、自称ヒットマン。
市川弥生
演：大楠道代
市川の妻。
石田和行
演：岸部一徳
元検事。市川の友人。
玉淀ひかる
演：桃井かおり
元ミュージカル女優。市川の友人。
児玉道夫
演：佐藤浩市
市川の担当編集者。
周雄
演：豊川悦司
連城に雇われたヒットマン。
守山秀平
演：江口洋介
不動産投資詐欺師。
今西友也
演：妻夫木聡
市川の仲間のヒットマン。
ポパイ / 南雲雄平
演：新崎人生
バー「Y」のマスター。
福原歌留多
演：井上真央
看護師。今西の恋人。
連城孝志
演：柄本明
暴力団組長。
五木要
演：寛一郎
児玉の部下。
中道亜美
演：前田亜季
バーテンダー。石田の実娘。
西浜雄大
演：渋川清彦
連城の舎弟。
若山得安
演：小野武彦
自治会会長。
植田順
演：柄本佑
薬の売人。
王陽
演：濱田マリ
鹿内雪広
演：堀部圭亮
長谷部待子
演：原田麻由
蕎麦屋の主人
演：中沢青六
龍前時朗
演：淵上泰史
服部圭次
演：岡本智礼
春日井純
演：二ノ宮隆太郎
バイクの男
演：上ノ茗真二
被害者家族
演：北じゅん子
若い主婦
演：吉川依吹
出版社の社員
演：笠松伴助
若山の妻
演：有希九美
守山の秘書
演：板倉武志
看護師長
演：新海ひろ子
福原留美井
演：和田葵
中華料理屋店員
演：鈴木アメリ
土方
演：内生蔵裕希
権田原
演：菅原あき
木尾
演：吉橋航也
津気増
演：足立建夫
虫
演：諏訪雅
東
演：川畑和雄
西
演：山岡一
南
演：原田裕章
北
演：山崎潤

## スタッフ
- 監督：阪本順治
- 脚本：丸山昇一
- 製作総指揮：木下直哉
- プロデューサー：榎望、菅野和佳奈
- 音楽：安川午朗
- 音楽プロデューサー：津島玄一
- 撮影：儀間眞悟 (S.O.G)
- 照明：宗賢次郎
- 美術：原田満生
- 録音：照井康政
- 編集：普嶋信一
- スクリプター：今村治子
- 衣裳：岩崎文男
- メイク：豊川京子
- 音響効果：佐々木英世
- 装飾：石上淳一
- 助監督：井川浩哉
- ラインプロデューサー：芳川透
- 配給：キノフィルムズ
- 製作：木下グループ、「一度も撃ってません」フィルムパートナーズ

## 受賞
- 第42回ヨコハマ映画祭 2020年度日本映画ベストテン 第9位[5]
- 第33回日刊スポーツ映画大賞・石原裕次郎賞 助演男優賞（妻夫木聡、『浅田家!』『Red』などと合わせて）[6]
- 第75回毎日映画コンクール 脚本賞（丸山昇一）[7]
- 第44回日本アカデミー賞 優秀助演女優賞（桃井かおり）[8]